# Hans von Andorf
 Der er for få eller ingen kildehenvisninger i denne artikel, hvilket er et problem. Du kan hjælpe ved at angive troværdige kilder til de påstande, som fremføres i artiklen.

Hans von Andorf (født i Antwerpen, død 11. marts 1600 i Helsingør) var murer- og bygmester, der virkede fra 1570 til sin død.
Andorf fik borgerskab som murermester i København 11. juni 1570. Andorf er omtalt som kongens bygmester 2. januar 1575 og som bygmester på Kronborg den 1. august 1595.
Andorf er begravet i Sankt Mariæ Kirke og Vor Frue Kloster. Han var gift med Marine Peters von Alckmor, der døde 19. marts 1600 - en uges tid efter Andorf.

## Værker
- Murerarbejde på Kongens Mølle i Hellebæk (betalinger 1575 ff.)
- Hus på Reberbanen, Bremerholm, København (betalt 23. maj 1579)
- Sydfløj på Halsted Kloster (kontrakt 1589)
- Andet arbejde sammesteds (betalt 22. maj 1591)
- Reparationer på Roskildegård (1591) og Hellig tre Kongers kapel, Roskilde Domkirke (1591)
- Murerarbejde på Københavns Slot (1596)
- Egen gravsten (1600, Skt. Mariæ, Helsingør, nu i Helsingør Bymuseum)